# Richard Robarts
Richard Robarts (Bicknacre, Essex, 22 september 1944) is een voormalig Brits Formule 1-coureur. In 1974 nam hij deel aan 4 Grands Prix voor de teams Brabham en Williams, maar scoorde hierin geen punten.